# 扇橋閘門

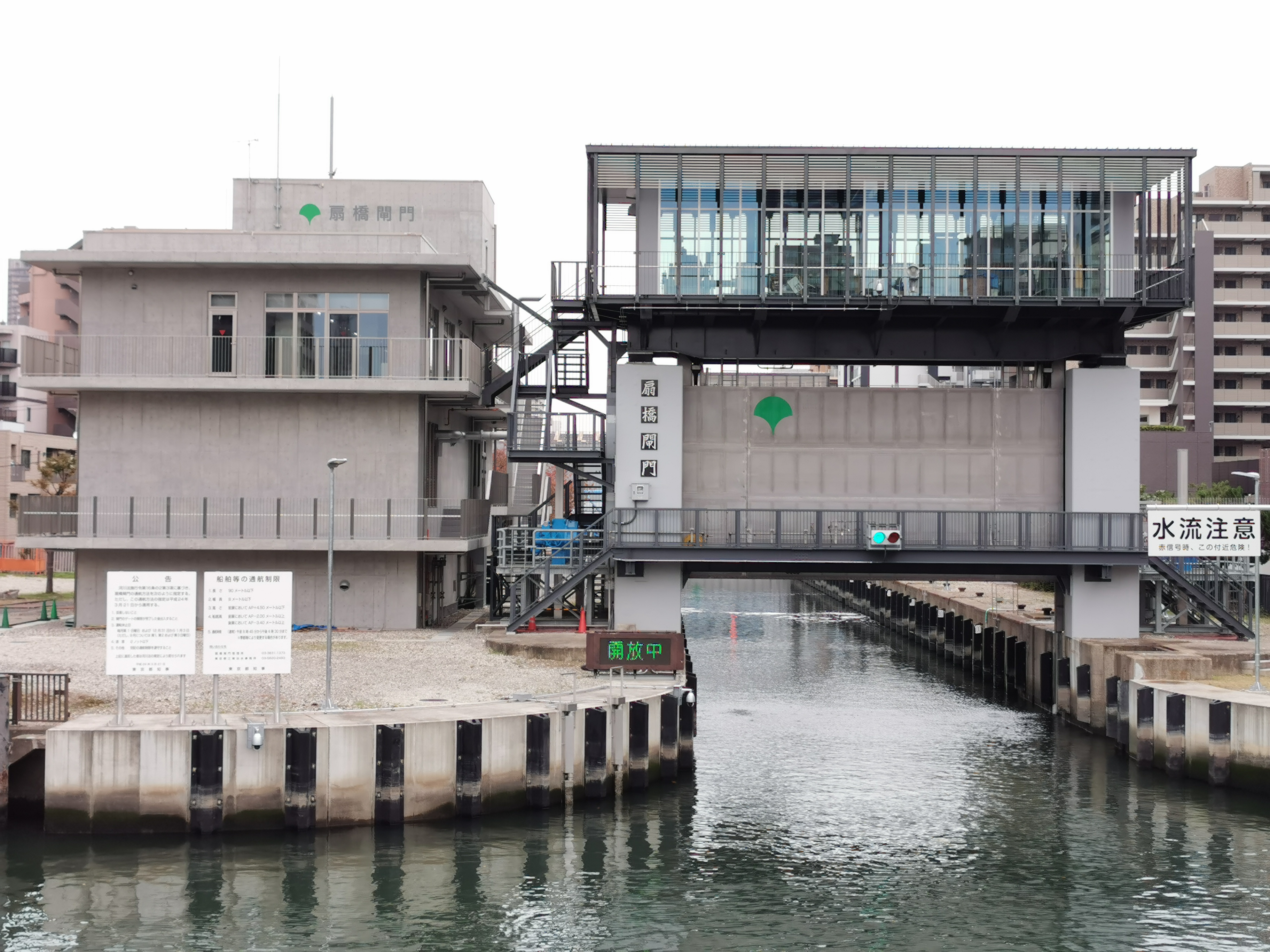
耐震工事竣工後の扇橋閘門

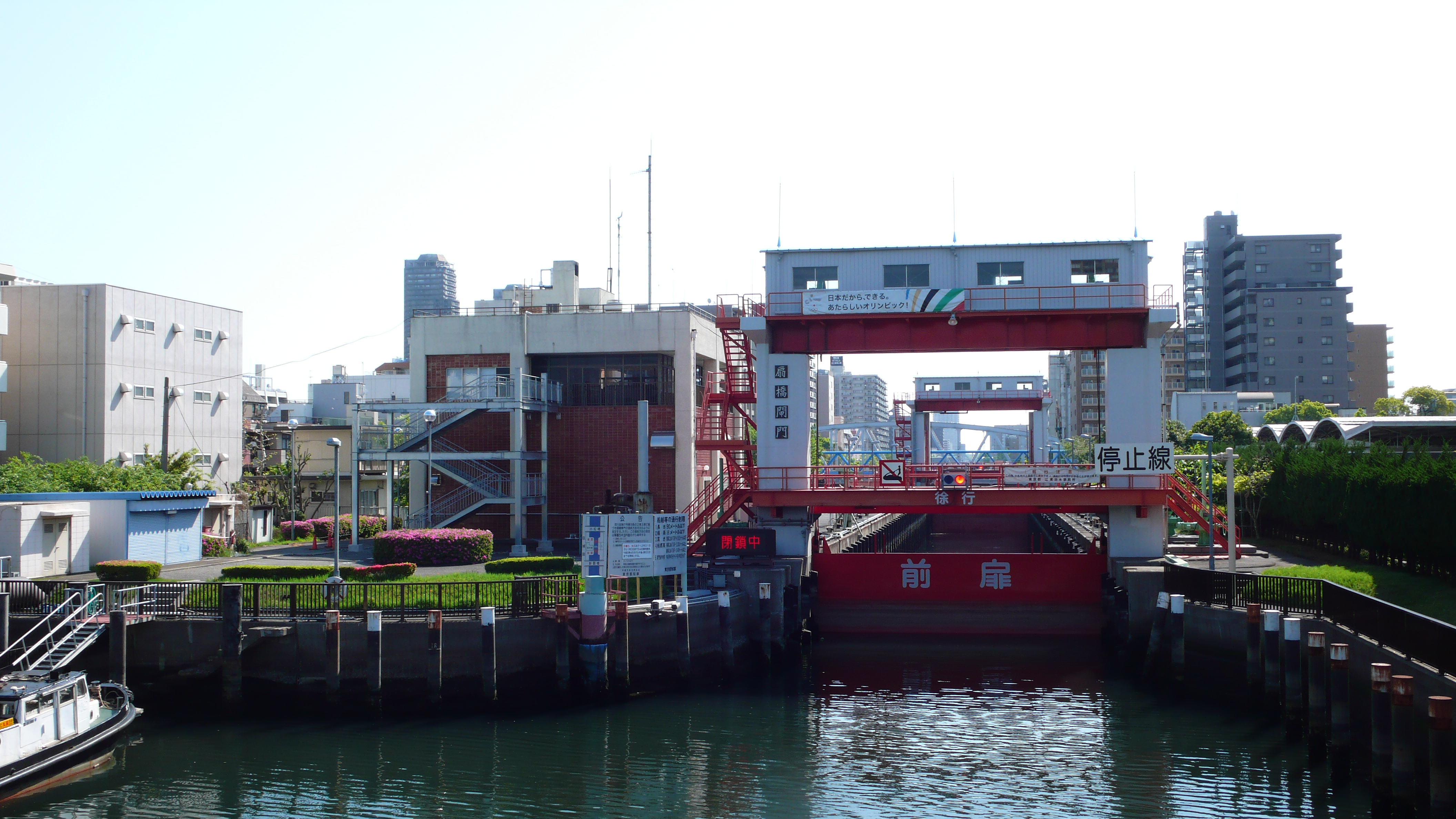
改装される前の扇橋閘門

扇橋閘門（おうぎばしこうもん）は、東京都江東区猿江一丁目にある閘門である。
小名木川に設置されている。

## 概要
荒川と隅田川に挟まれた、墨田区、江東区、江戸川区にまたがる地域の水上交通を目的としている。震災等の災害時における救援物資輸送路としての利用も想定されている。
- 形式：鋼製単葉ローラーゲート
- 径間：11m×1連
- 門扉高さ：前扉5.9m、後扉7.3m
- 竣工：1976年（昭和51年）度

## 通航可能日
月曜日～日曜日
（毎月第1日曜日、9月第1・第2・第3日曜日、12月31日から1月3日は通航できない。）

## 閘門運転時間
午前8時45分から午後4時30分まで
（季節等により変更する場合がある。）

## 閘門使用料金
利用料金は無料である。

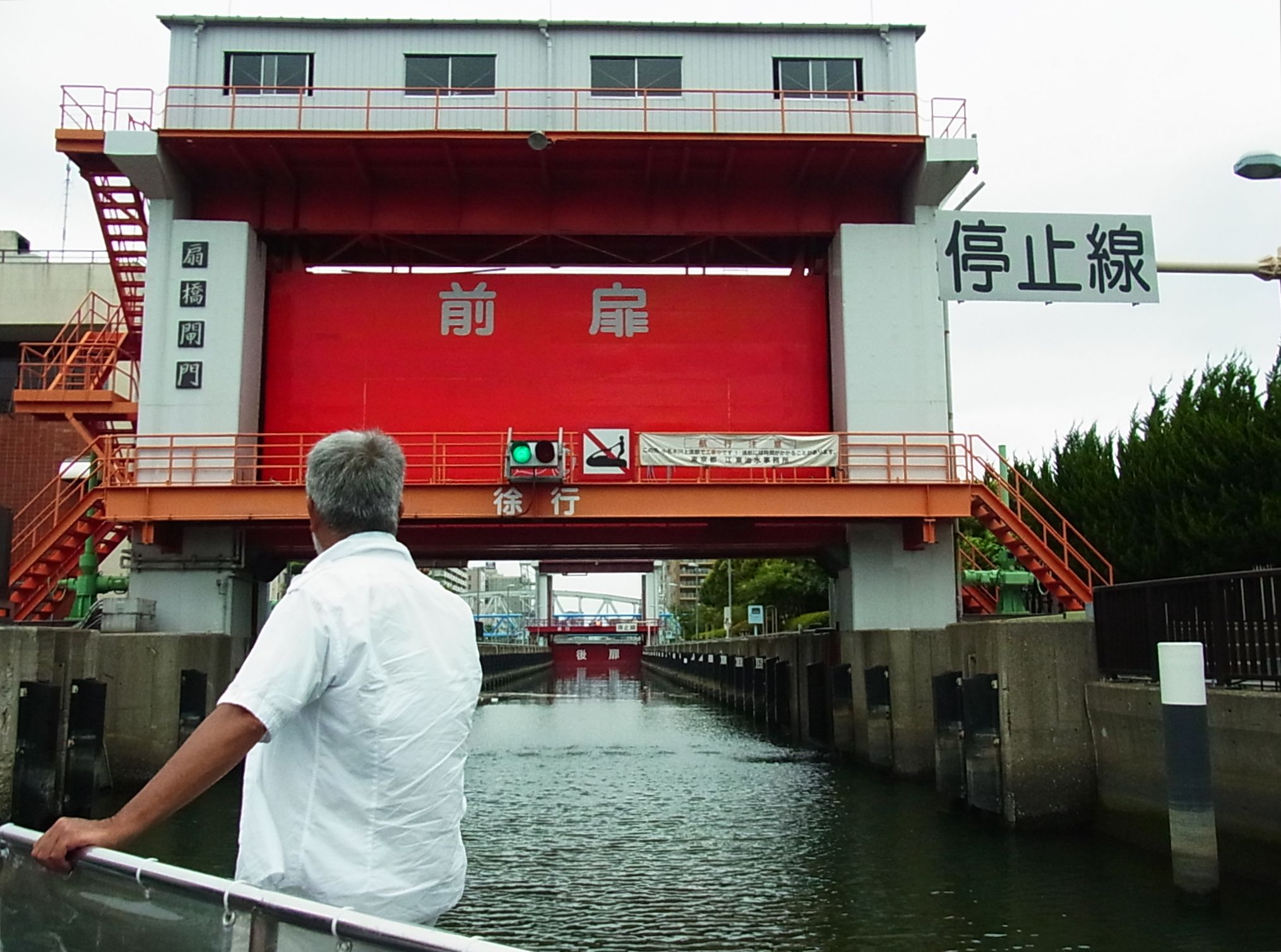
扇橋閘門の前扉（2011年7月23日撮影）
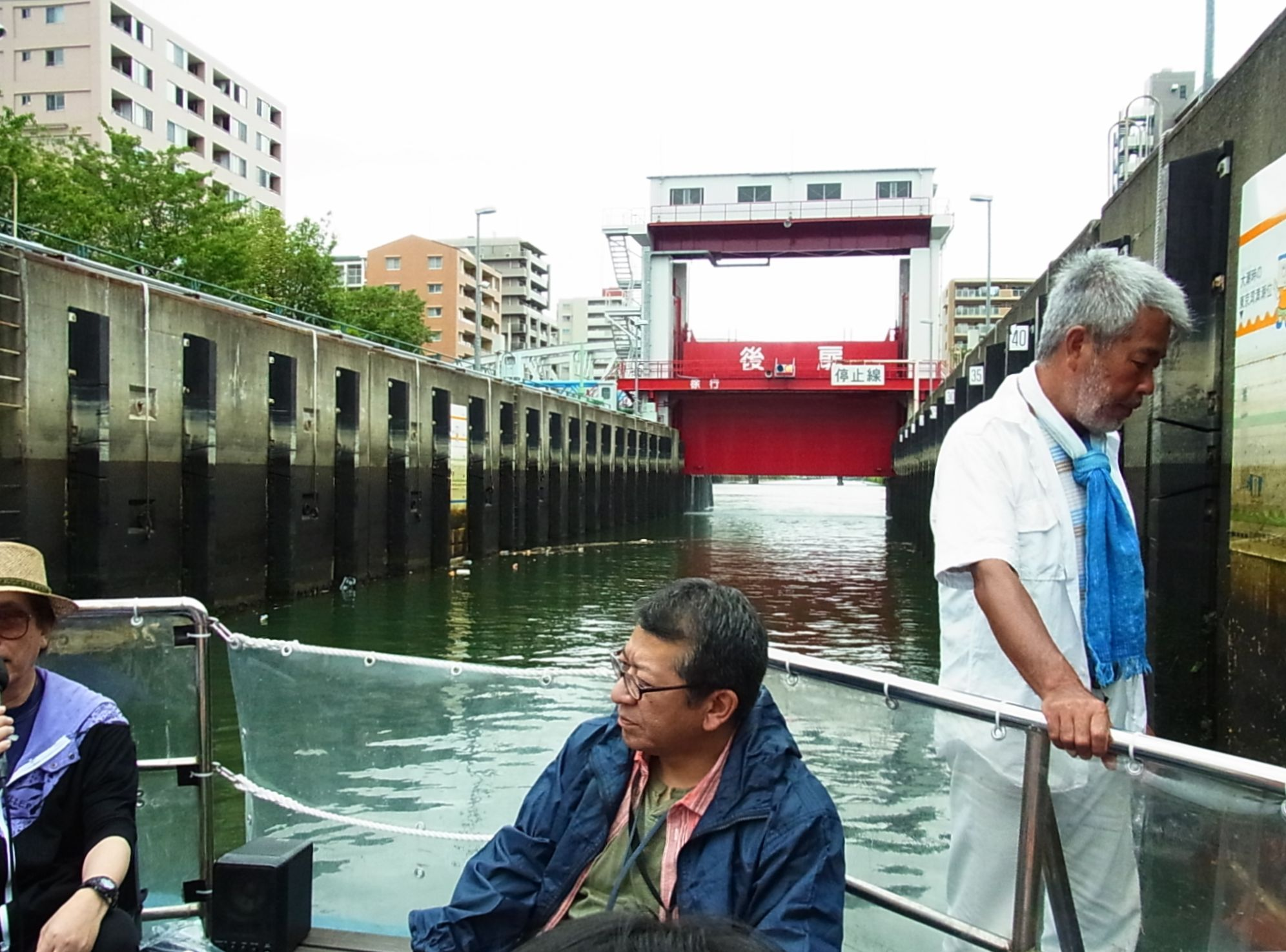
扇橋閘門の後扉（2011年7月23日撮影）